# Гаянов, Зуфар Гаянович
Зуфар Гаянович Гаянов (тат. Гаянов Зөфәр Гаян улы, баш. Ғаянов Зөфәр Ғаян улы; 14 мая 1941, Сейтяково, Башкирская АССР — 7 марта 2015) — советский и российский художник книги, народный художник Республики Башкортостан (2003). Возглавлял художественный музей имени М. Нестерова, где по его инициативе и руководстве проведена первая в истории музея реконструкция музейного ансамбля. Преподавал на факультете изобразительных искусств Уфимского института искусств имени З. Исмагилова.
Произведения Зуфара Гаянова хранятся во многих музеях и картинных галереях Башкортостана и России, генеральной дирекции ТЮРКСОЙ в Анкаре.

## Биография
Гаянов Зуфар Гаянович родился 14 мая 1941 года в селе Сейтяково Балтачевского района БАССР. Там же учился в школе.
В 1978 году окончил художественное отделение Уфимского института искусств (педагоги — народный художник РСФСР Р. М. Нурмухаметова, профессор Э. М. Саитова).
В 80-х годах работал директором Художественного музея им. М. Нестерова. Проживал в Уфе, работал доцентом кафедры живописи и книжной графики Уфимской государственной академии искусств им. З. Исмагилова с 1995 года.
Член СХ СССР (РФ) с 1975 года. Член Творческого объединения «Артыш» с 1995 года. Заслуженный художник РБ (1996). Народный художник Республики Башкортостан (2003).
Жена З. Г. Гаянова, Роза Гаянова — директор галереи Академии УГАЭС, исполнительный директор благотворительного фонда «Одаренные дети».
Произведения художника хранятся в Башкирском Государственном художественном музее им. М. В. Нестерова (Уфа), ГМИИ РТ (Казань), ГМИИ Удмуртии (Ижевск), ХГ «Алтын Урда» (Казань), Музее современного искусства РКЦ «Казань», мемориальном музее Г. Тукая (Казань).

## Выставки
С 1972 года Гаянов З. Г. является участником республиканских, зональных, межрегиональной, региональных, всероссийских, всесоюзных, международных и зарубежных выставок.
Выставка ведущих мастеров печатной графики в Национальной библиотеке им. А.-З.Валиди. 2011 г.

## Основные работы
Иллюстрации: «Башкирский эпос»; «Портреты старика»; к роману Злобина «Салават Юлаев»; «Сирень», «Ловля угря», «Старый рыбак», «Вечер» (акв.); «Утро», «Последний дождь», «Полдень», «Зеленый пейзаж», «Весенний дождь», «Летние краски», «Сенокос», «Осенний пейзаж», «Страда», «Возвращение», «Пора сенокоса» (цв. тушь); «Уборочная пора» из серии «Лето»; «Истамбул», «Городок в Турции», «Дорога в Анкару», «На Босфоре» (акварель, бумага), «Заливные луга», «Начало зимы», «Лето», «Первый жаворонок», «Предчувствие осени», «Зима» (акварель, бумага); «Солнечный день», «Страдная пора», «Теплый вечер», «Перед рассветом», «Уборка картофеля», «Первый снег», «Талые воды», «Теплый вечер», «Вдохновение от поэзии Габдуллы Тукая» (1992-96) и др.

## Награды
Золотая медаль СХ РФ и Международной федерации художников, дипломы I степени республ. конкурса-выставки, СХ РБ